# Ciclismo en los Juegos Olímpicos de Londres 1948
El ciclismo en los Juegos Olímpicos de Londres 1948 se realizó en dos instalaciones de la ciudad de Londres, entre el 7 y el 13 de agosto de 1948.
En total se disputaron en este deporte 6 pruebas diferentes (todas en la categoría masculina), repartidas en dos disciplinas ciclistas: 2 pruebas de ruta y 4 de pista. El programa de competiciones se mantuvo sin cambios, como en las ediciones pasadas.

## Sedes
- Ciclismo en ruta – Circuito en el Gran Parque de Windsor
- Ciclismo en pista – Velódromo Herne Hill

## Participantes
Participaron un total de 188 ciclistas, representando a 33 naciones diferentes:
| - Argentina (12) - Australia (6) - Austria (8) - Bélgica (12) - Canadá (6) - Chile (4) - República Popular China (1) - Corea del Sur (2) - Cuba (1) - Dinamarca (11) - Estados Unidos (9) | - Finlandia (5) - Francia (11) - Grecia (3) - Guyana (1) - India (9) - Italia (12) - Luxemburgo (4) - México (5) - Nueva Zelanda (1) - Noruega (4) - Países Bajos (9) | - Pakistán (2) - Perú (3) - Reino Unido (10) - Sudáfrica (3) - Suecia (4) - Suiza (11) - Trinidad y Tobago (1) - Turquía (4) - Uruguay (9) - Venezuela (1) - Yugoslavia (4) |

## Medallistas

### Ciclismo en ruta
| Evento                          | Oro                                                                                            | Plata                                                                                    | Bronce                                                                                 |
| ------------------------------- | ---------------------------------------------------------------------------------------------- | ---------------------------------------------------------------------------------------- | -------------------------------------------------------------------------------------- |
| Ruta individual (13 de agosto)  | José Beyaert · Francia · 5:18:12,6                                                             | Gerrit Voorting · Países Bajos · 5:18:16,2                                               | Lode Wouters · Bélgica · 5:18:16,2                                                     |
| Ruta por equipos (13 de agosto) | Lode Wouters · Leon De Lathouwer · Eugène Van Roosbroeck · Liévin Lerno · Bélgica · 15:58:17,4 | Robert Maitland · Gordon Thomas · Ian Scott · Ernest Clements · Reino Unido · 16:03:31,6 | José Beyaert · Alain Moineau · Jacques Dupont · René Rouffeteau · Francia · 16:08:19,4 |

### Ciclismo en pista
| Evento                                | Oro                                                                               | Plata                                                                                | Bronce                                                                                |
| ------------------------------------- | --------------------------------------------------------------------------------- | ------------------------------------------------------------------------------------ | ------------------------------------------------------------------------------------- |
| Velocidad individual (9 de agosto)    | Mario Ghella · Italia                                                             | Reginald Harris · Reino Unido                                                        | Axel Schandorff · Dinamarca                                                           |
| Persecución por equipos (9 de agosto) | Charles Coste · Serge Blusson · Fernand Decanali · Pierre Adam · Francia · 4:57,8 | Arnaldo Benfenati · Guido Bernardi · Anselmo Citterio · Rino Pucci · Italia · 5:36,7 | Alan Geldard · Thomas Godwin · David Ricketts · Wilfred Waters · Reino Unido · 4:55,8 |
| 1 km contrarreloj (11 de agosto)      | Jacques Dupont · Francia · 1:13,5                                                 | Pierre Nihant · Bélgica · 1:14,5                                                     | Thomas Godwin · Reino Unido · 1:15,0                                                  |
| Tándem (11 de agosto)                 | Ferdinando Terruzzi · Renato Perona · Italia                                      | Reginald Harris · Alan Bannister · Reino Unido                                       | René Faye · Gaston Dron · Francia                                                     |

## Medallero
| Núm. | País         | Oro | Plata | Bronce | Total |
| ---- | ------------ | --- | ----- | ------ | ----- |
| 1    | Francia      | 3   | 0     | 2      | 5     |
| 2    | Italia       | 2   | 1     | 0      | 3     |
| 3    | Bélgica      | 1   | 1     | 1      | 3     |
| 4    | Reino Unido  | 0   | 3     | 2      | 5     |
| 5    | Países Bajos | 0   | 1     | 0      | 1     |
| 6    | Dinamarca    | 0   | 0     | 1      | 1     |
|      | TOTAL        | 6   | 6     | 6      | 18    |